# Dexter Comendador
Dexter Comendador, född 6 november 1960, är en filippinsk pilot och affärsman. Med en militär bakgrund är Comendador är mest känd för att ha varit färdmekaniker på Philippine Airlines 434 år 1994. Flygningen mellan Cebu och Tokyo bombades av terroristen Ramzi Yousef och tillsammans med kapten Ed Reyes och andrepilot Jaime Herrera kunde besättningen med Comendador nödlanda planet i Naha. Han blev senare i karriären kapten och har även haft chefsträningsuppdrag.
Comendador blev CEO för Philippines AirAsia, ett dotterbolag till Air Asia år 2017. 2019 ändrade han roll till COO. Han spelade även sig själv i dokumentären om bombningen i den kanadensiska tv-serien Haverikommissionen.